# Choreti
Choreti ist eine Ortschaft im Departamento Santa Cruz im südamerikanischen Anden-Staat Bolivien.

## Lage im Nahraum
Choreti liegt in der Provinz Cordillera im Municipio Camiri am linken Ufer des Río Parapetí, direkt gegenüber der vier Kilometer entfernten Stadt Camiri. Die Ortschaft liegt auf einer Höhe von 794 m in einem Becken der Sierra Caro Huayco.

## Geographie
Choreti liegt im Bereich des tropischen Klimas, die sechsmonatige Feuchtezeit reicht von November bis April und die Trockenzeit von Mai bis Oktober.
Die Jahresdurchschnittstemperatur beträgt 22,9 °C, mit 17 bis 18 °C von Juni bis Juli und über 26 °C von November bis Dezember. Der Jahresniederschlag beträgt 875 mm, feuchteste Monate sind Dezember und Januar mit 175 mm und trockenste Monate Juli und August mit nur 9 mm.

## Verkehrsnetz
Choreti liegt in einer Entfernung von 288 Straßenkilometern südlich von Santa Cruz, der Hauptstadt des gleichnamigen Departamentos.
Von Santa Cruz führt die asphaltierte Nationalstraße Ruta 9 in südlicher Richtung über Cabezas, Abapó, Ipitá und Gutiérrez bis zur Nachbarstadt Camiri, und von dort weitere 258 Kilometer über Boyuibe und Villamontes weiter nach Süden bis nach Yacuiba an der argentinischen Grenze.

## Bevölkerung
Die Einwohnerzahl der Ortschaft ist in den vergangenen zwei Jahrzehnten leicht zurückgegangen:
| Jahr | Einwohner | Quelle       |
| ---- | --------- | ------------ |
| 1992 | 1061      | Volkszählung |
| 2001 | 1074      | Volkszählung |
| 2012 | 999       | Volkszählung |
| 2024 |           | Volkszählung |

Die Region weist einen gewissen Anteil an Guaraní-Bevölkerung auf, im Municipio Boyuibe sprechen 13,0 Prozent der Bevölkerung Guaraní.